# Proisocrinus
Proisocrinus is een geslacht van zeelelies uit de familie Proisocrinidae.

## Soort
- Proisocrinus ruberrimus A.H. Clark, 1910